# Vanilla (GACKTの曲)
「Vanilla」（ヴァニラ）は、1999年8月11日にGacktが発表した楽曲、及び同曲を収録したシングル。通算2枚目のシングルである。発売元は日本クラウン。本作がGacktでは最後の8cm盤シングルとなった。

## 概要
- Gacktの代表的な楽曲の一つであり、2010年現在「ANOTHER WORLD」に続き2番目のヒットシングルとなっている。当時の売り上げで約25万枚を売り上げた。大部分のリズムがスカで構成されている。
- 2002年3月20日エンハンスドCD仕様で再発売された。こちらはオリコン週間チャートで12位を獲得した。

## 収録曲
1. Vanilla (4:06)
  - (作詞・作曲・編曲：Gackt.C)

「たかの友梨ビューティクリニック」CMソング。
曲中で「Hi Çava?（ハイ サヴァ）」と呟いている個所があるが、これはフランス語で「ご機嫌いかが？」という意味。
リミックスアルバム『Remix Of Gackt』には、リミックスバージョンが、1stアルバム『MARS』には、アルバムバージョンが、ベストアルバム『THE SIXTH DAY 〜SINGLE COLLECTION〜』には、イントロの新規取り直しが行われた再録バージョンが、『BEST OF THE BEST vol.1 -MILD-』には、ボーカル全体のリテイクが行われた、別の再録バージョンが収録された。
また、ライブツアー『GACKT LIVE TOUR 2013 BEST OF THE BEST vol.1 M / W』にて、9年ぶりに演奏された。
2. Vanilla (Un Pluged Version) (3:59)
表題曲のアレンジバージョン。
このバージョンは、どのアルバムにも収録されておらず、本作のみに収録されている。
3. Vanilla (Instrumental) (4:06)

## 収録アルバム
- Remix Of Gackt  (#1、リミックスバージョン)
- MARS (#1、アルバムバージョン)
- THE SIXTH DAY 〜SINGLE COLLECTION〜 (#1、再録バージョン)
- BEST OF THE BEST vol.1 -MILD- (#1、再録バージョン)

## カバー
- 鬼龍院翔 - 通販限定アルバム『うたってきりりんぱ』に収録。（2020年）